# Gustave Wettge

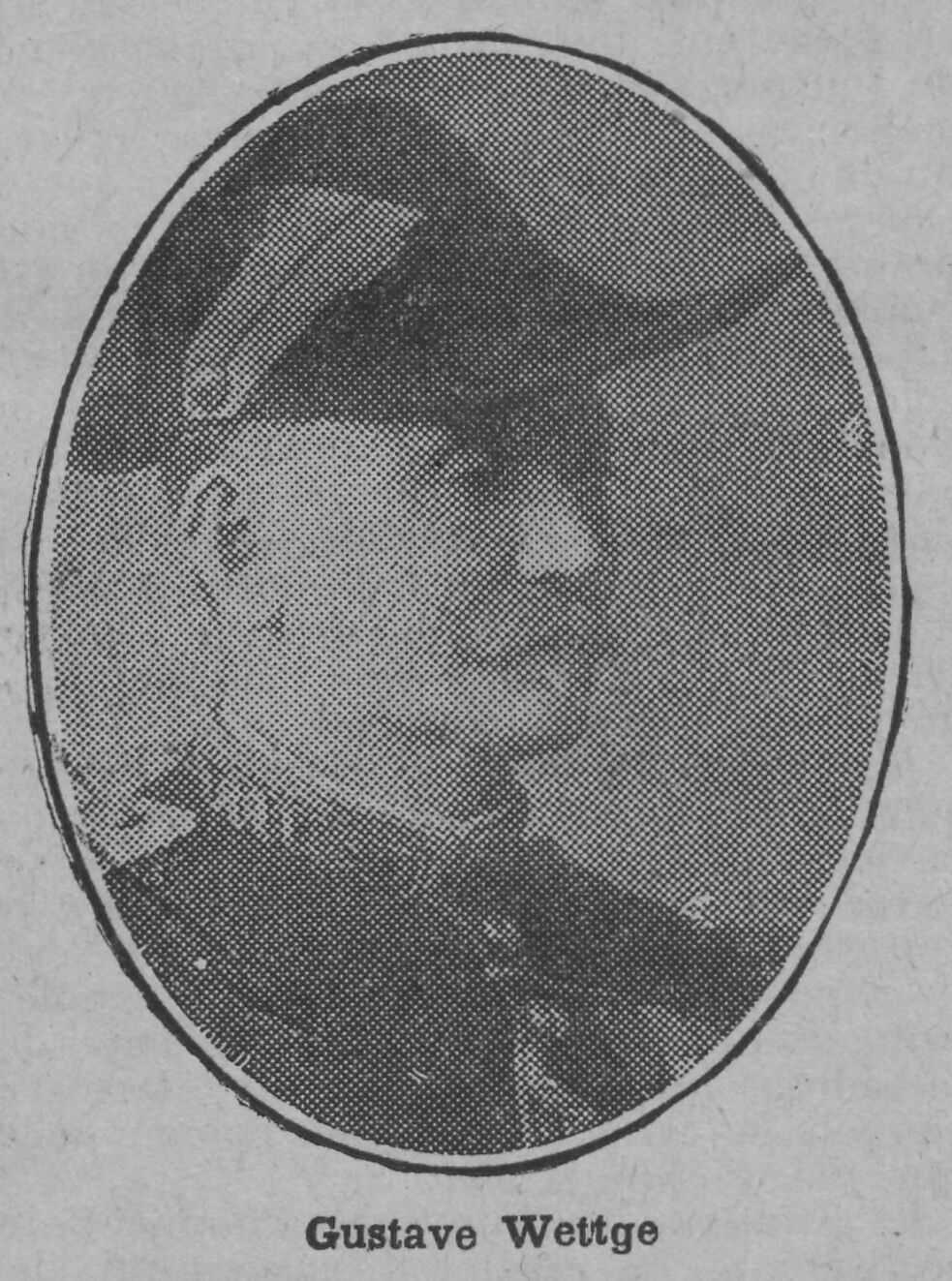
Gustave Wettge

Gustave Wettge (Condé-sur-l'Escaut, 21 juli 1844 – Bois-Colombes, 14 mei 1909) was een Frans componist en dirigent.

## Levensloop
Wettge kreeg al op 4-jarige leeftijd pianoles. Van zijn moeder, zelf een buitengewoon goede klarinettiste, kreeg hij ook les op klarinet. Bij een goede bekende van de familie, een mijnheer Léon, die zelf dirigent van de Musique des 3ème Regiment des génie was, voltooide hij zijn vakbekwaamheid in het klarinet-spelen. Op 15-jarige leeftijd werd hij lid van de muziekkapel van het 64e linieregiment en op 17-jarige leeftijd kwam hij in de muziekkapel van het 78e linieregiment. Na de oorlog van 1870 werd hij tweede dirigent van de muziekkapel van het 78e linieregiment. Dan werd hij nog chef-dirigent van de muziekkapel van 109e linieregiment. In 1874 volgde dan de beroeping als dirigent van de Musique des 1er Regiment des génie, in Versailles.
Zijn reputatie werd groter en zo kwam het moment in 1884 waar hij na een briljant optreden op een concours tot chef-dirigent van de Musique de la Garde Républicaine in Parijs werd beroepen. Tijdens zijn directie speelde het orkest, naast zijn optredens in Parijs, onder andere in Alençon en Le Havre in 1886, in Marseille en Lyon in 1887, in Liège en Charleroi in België in 1887, in Antwerpen en Brussel in 1890  en in  Londen in het Verenigd Koninkrijk in 1892. In deze functie bleef hij tot zijn pensionering in 1892. Aansluitend behoorde hij nog bij de leden van de Commission d'examen du Conservatoire. Hij overleed op 64-jarige leeftijd en is begraven in zijn geboortestad.

## Composities

### Werken voor harmonieorkest
- 1891 Cronstadt, militaire mars
- Air varié
- Concertino voor klarinet en harmonieorkest
- Défilé de la Garde Républicaine
- Fantaisie, voor klarinet en harmonieorkest
- Les Houris Grande Valse de Concert
- Marche et Cortège de Fête
- Menuet des Pages
- Nymphes et Faunes
- Ouverture Dramatique
- Sonnez Trompettes!, Polka militaire

### Kamermuziek
- Fantasie variee, voor sopraan-saxofoon en piano